# Moczydłów
Moczydłów – wieś sołecka w Polsce położona w województwie mazowieckim, w powiecie piaseczyńskim, w gminie Góra Kalwaria.
| SIMC    | Nazwa               | Rodzaj |
| ------- | ------------------- | ------ |
| 0001896 | Budki Moczydłowskie | osada  |

Wieś szlachecka Moczydlowo położona była w drugiej połowie XVI wieku w powiecie czerskim ziemi czerskiej województwa mazowieckiego. W latach 1975–1998 miejscowość administracyjnie należała do województwa warszawskiego.
Przez miejscowość przebiega droga wojewódzka nr 724.
W miejscowości działało Państwowe Gospodarstwo Rolne Moczydłów. Później zostało włączone do miasta Góra Kalwaria, bez zmiany nazwy.